# Karl Josef Partsch
Karl Josef Partsch (* 24. Juni 1914 in Freiburg im Breisgau; † 30. Dezember 1996 in Ingelheim am Rhein) war ein deutscher Jurist und Professor.

## Werdegang
Partsch wurde als Enkel des deutschen Geografen Joseph Partsch und Sohn des Juristen Joseph Aloys August Partsch geboren.
Als 14-Jähriger stieß Partsch Anfang 1929 zum George-Kreis; dort wurde er bald „Cajo“ gerufen. Er war „einer der spätesten Neuzugänge“ zum „inneren Kreis“ um Stefan George.
Partsch studierte Rechtswissenschaften in München, Freiburg (Br.) und Frankfurt am Main und promovierte 1937 in Freiburg mit der Arbeit Das Zurückbehaltungsrecht, Eine dogmengeschichtliche und rechtstatsächliche Studie (1938, Nachdruck 1995). Er nahm 1938 eine kaufmännische Tätigkeit auf, da ihm die Teilnahme am 1. Staatsexamen und die Aufnahme einer wissenschaftlichen Tätigkeit aufgrund der Rassengesetzgebung des Nationalsozialismus verwehrt wurde. Nach Wehrdienst und Gefangenschaft legte er 1946 das Referendars- und 1948 das Assessorexamen ab. 1948–50 war er Verfassungsreferent beim Deutschen Städtetag, 1950–54 Assistent des Rechtsberaters des Auswärtigen Amtes, Erich Kaufmann, 1955–57 Konsul in Neapel. Er habilitierte sich 1953 mit einer Arbeit über die Europäische Menschenrechtskonvention (erschienen 1966). In den 1960er Jahren arbeitete er an den Universitäten Kiel, Mainz und Bonn. 1968 bis 1969 war er Rektor der Universität Bonn. 
Partsch verfasste Werke zu verschiedenen juristischen Themen, schwerpunktmäßig über das Völkerrecht, jedoch befasste er sich auch immer wieder mit den Themen Staatsrecht, Verwaltungsrecht und Rechtsvergleichung. Er veröffentlichte außerdem zahlreiche Schriften, in denen er für den Menschen- und Völkerrechtsschutz appellierte und die Beseitigung von Diskriminierung und Ausgrenzung forderte. Dabei erarbeitete er immer wieder Maßnahmen und Lösungsvorschläge, die im nationalen und auch internationalen Raum auf Gehör stießen und verschiedentlich in Gesetze aufgenommen wurden.
Partsch wirkte mit an den Verhandlungen über den Deutschlandvertrag, an der Revisionskonferenz des Allgemeinen Zoll- und Handelsabkommens GATT (1955), an der Internationalen Konferenz für Menschenrechte in Teheran (1968), sowie an der diplomatischen Konferenz zur Bestätigung und Weiterentwicklung des humanitären Völkerrechts in bewaffneten Konflikten, Genf (1974–1977). Anfang der 1970er Jahre war er Mitglied der Enquête-Kommission zur Verfassungsreform. Von 1970 bis 1990 gehörte er dem UN-Ausschuss zur Beseitigung von Rassendiskriminierung und von 1981 bis 1994 dem Menschenrechtsausschuss des Exekutivrats der UNESCO an. Auch nach seiner Pensionierung hielt Partsch weiter Vorträge und Seminare an Universitäten.

## Werke (Auswahl)
- Die Anwendung des Völkerrechts im innerstaatlichen Recht – Überprüfung der Transformationslehre. In: Bericht der Deutschen Gesellschaft für Völkerrecht. 6 (1964), S. 13–155.
- Empfiehlt es sich, Funktion, Struktur und Verfahren der parlamentarischen Untersuchungsausschüsse grundlegend zu ändern? In: Verhandlungen des 45. Deutschen Juristentages. Band 1: Gutachten. Teil III, Karlsruhe 1964.
- Die Rechte und Freiheiten der europäischen Menschenrechtskonvention. Berlin 1966.
- mit M. Bothe und W. Solf: New Rules for Victims of Armed Conflicts – Commentary on the Two. In: Protocols Additional to the Geneva Convention of 1949. 1977.
- Die Ideen Walther Schückings zur Friedenssicherung. 1985.

- Mitarbeit an Dieter Fleck (Hrsg.): Handbuch des humanitären Völkerrechts in bewaffneten Konflikten. Beck 1994.
- Hoffen auf Menschenrechte. 1994.[5]